# Mahalia Jackson
Mahalia Jackson (26. října 1911 New Orleans, Louisiana, USA - 27. ledna 1972, Evergreen park, Illinois, USA) byla americká gospelová zpěvačka. Mnohými kritiky je považována za nejlepší představitelku tohoto žánru. Díky své hluboké víře v Boha, přesvědčivému a upřímnému podání svých písní oslovovala mnoho lidí po celém světě.

## Dětství
Vyrůstala v třípokojovém domku obývaném dalšími dvanácti rodinnými příslušníky, zahrnující mamimku Charity Clark, bratry a několik strýců, tet a bratranců. Mahalia vyrůstala bez otce, který byl baptistickým kazatelem, holičem a přístavním dělníkem. Matka pracovala v prádelně a jako služka. Když bylo Halie 6 let, maminka Charity zemřela. Halie a jejího bratra Petera se ujala teta Duke. Vzhledem ke špatné finanční situaci rodiny, musela Mahalia zanechat studia již ve 4. třídě a začít pracovat.
Mahalia milovala hudbu. Svou největší inspiraci nalezla v nedalekém baptistickém kostele, kde zpívala každou středu, pátek a několikrát v neděli. Už v 12 letech byl její hlas tak silný, že byl z kostela slyšet po celé ulici. V té době, kdy byla malá dívka, ještě netušila, že svým neuvěřitelným hlasem změní tvář americké hudby, bude bojovat za občanská práva a získá renomé po celém světě.

## Začátky v Chicagu
Když jí bylo 16 let rozhodla se se svou tetou Hannah přestěhovat na sever do Chicaga. Stejně tak, jako většina Afroameričanů z jihu zde hledaly lepší možnosti obživy. Po dlouhou dobu nenašly nic, jen málo placené domácí práce. Jedinou jistotou a útěchou byla v této těžké době její pevná víra v Boha a zpěv. Brzy se přidala k 1. profesionální gospelové skupině v Chicagu: Johnson Brothers. V té době vystupovala pouze za malé finanční dary z kostelní kasičky. Později našla práci jako zpěvačka na pohřbech a rodinných setkáních. Rozhodla se, že bude žít skromným životem a svůj zpěv zasvětí pouze Bohu a odolala i lákavým nabídkám Louise Armstronga. Tento slib do konce svého života dodržela.

## Skromná hvězda
V roce 1937 poprvé nahrála čtyři skladby u firmy Decca, o několik let později další u společnosti Apollo a právě tato deska se prodala v nákladu jednoho milionu kusů. Pak již následovaly desky další.